# Урлядинский
Урлядинский — (старое название Урляды) посёлок в Верхнеуральском районе Челябинской области России. Входит в состав Карагайского сельского поселения.

## География
Расположен в северо-западной части района, на берегу реки Урляды, отсюда название. Расстояние до районного центра города Верхнеуральска 20 км.

## История
Посёлок основан в начале XIX века как редут, на планах указывался как Урлядинский отряд. Его история ведет отсчет с 1804 года. В 1823 году сюда прибыли казаки из станицы Красноуфимской.
В 1930 году организован колхоз «Путь Ленина».

## Население
| 2002 | 2010 |
| ---- | ---- |
| 599  | ↘446 |

(в 1873 — 949, в 1889 — 1419, в 1900 — 1686, в 1926 — 1939, в 1956 — 795, в 1959 — 914, в 1970 — 922, в 1983 — 794, в 1995 — 616)

## Улицы
- Дружбы,
- Мира,
- Набережная,
- Пролетарская,
- Профсоюзная,
- Советская.

## Инфраструктура
- СХПК «Карагайский»,
- основная школа,
- детский сад.